# Мішель Зераффа
Мішель Зераффа (фр. Michel Zéraffa; нар. 29 січня 1918, Ніцца — пом. 26 листопада 1983, Париж) — французький прозаїк, літературознавець, есеїст і перекладач.

## З біографії
З 1957 року був науковим співробітником CNRS.
Працював літературним критиком у часописах «Lettres Françaises», « Observateur» та « Lettres nouvelles» . Зераффа перекладав твори, зокрема, Александра Верта та Генрі Джеймса.
Його літературознавчі публікації, насамперед праця «Роман і суспільство» (Roman et société, 1971) стали значним внеском у соціологію літератури.
Похований у колумбарії Пер-Лашез (комірка 17 290).

## Основні публікації
- Le Temps des rencontres, roman, Paris, Albin Michel, 1948.
- L'Écume et le sel, roman, Paris, Albin Michel, 1950.
- Le Commerce des hommes, roman, Paris, Albin Michel, 1952.
- Les Doublures, roman, Paris, Albin Michel, 1958.
- Personne et personnage — Le romanesque des années 1920 aux années 1950, Paris, Klincksieck, 1969.
- Roman et société, Paris, Presses universitaires de France, 1971.
- Préface des Nouvelles Histoires Extraordinaires, Edgar Allan Poe